# Gmina Ostrowice
Die Gmina Ostrowice war eine Landgemeinde im Powiat Drawski der Woiwodschaft Westpommern in Polen, die zum 1. Januar 2019 aufgelöst wurde. Sie zählte etwas mehr als 2500 Einwohner und gehörte zu den zahlenmäßig kleinsten der 114 Gemeinden der Woiwodschaft. Ihr Sitz war das gleichnamige Dorf (deutsch Wusterwitz, Kreis Dramburg) mit etwa 490 Einwohnern.

## Geographie
Die Landgemeinde Ostrowice umfasste eine Fläche von 150,30 km², was 8,5 % der Gesamtfläche des Powiat Drawski entsprach. Zu den Gewässern gehörten die Seen Jezioro Ostrowiec (Borner See), Jezioro Dołgie (Dolgensee), der Ostrand des Jezioro Siecino (Zetzinsee) und die Kokna (Küchenfließ), die in die Drawa (Drage) mündet.
Nachbargemeinden waren: Czaplinek (Tempelburg), Drawsko Pomorskie (Dramburg) und Złocieniec (Falkenburg) im Powiat Drawski sowie Brzeżno (Briesen), Połczyn-Zdrój (Bad Polzin) und Świdwin (Schivelbein) im Powiat Świdwiński.
Die Woiwodschaftsstraße 173 Połczyn-Zdrój (Bad Polzin) – Drawsko Pomorskie (Dramburg) durchzieht das Gebiet der ehemaligen Gemeinde von Norden nach Süden.

## Geschichte
Zwischen 1975 und 1998 gehörte Ostrowice zur Woiwodschaft Köslin.
Zum 1. Januar 2019 wurde die Landgemeinde aufgelöst, nachdem sie zahlungsunfähig geworden war. Es handelt sich um den ersten Fall in der polnischen Geschichte, in dem eine bankrotte Gemeinde aufgelöst wurde.

### Bahnverkehr
Im Jahre 1903 wurde eine Bahnstrecke von Falkenburg (polnisch Złocieniec) nach Bad Polzin (Połczyn-Zdrój) gebaut. Sie wurde bis 1945 von der Deutschen Reichsbahn und danach bis 1991 von der Polnischen Staatsbahn (PKP) betrieben. Nach der Stilllegung begann 1995 die Demontage der Bahnanlagen. Das kleine Dorf Chlebowo (Klebow) war die einzige Bahnstation im Gemeindegebiet.

## Gliederung
Die Landgemeinde Ostrowice bestand aus 14 Dörfern mit Schulzenämtern:
| - Bolegorzyn (Gut Bulgrin) - Borne (Born) - Chlebowo (Klebow) - Cieminko (Zemmin) - Dołgie (Dolgen) - Gronowo (Groß Grünow) - Jelenino (Annaberg) | - Nowe Worowo (Neu Wuhrow) - Ostrowice (Wusterwitz) - Płocie (Plötzenhof) - Przytoń (Pritten) - Siecino (Zetzin) - Smołdzęcino (Schmalzenthin) - Szczycienko (Klein Schönberg) |

Siebzehn weitere Ortschaften waren diesen Schulzenämtern zugeordnet:
Dobrosław (Kronenberg), Donatowo (Dohnafelde), Drzeńsko (Dranzig), Grabinek (Gräwingsberg), Grzybno (Charlottenhof), Jutrosin (Morgenland), Kania Górka (Kannenwinkel), Karpno (Karpen), Kiełpin (Kölpin), Kleszczno, Kołatka, Kolno (Steinbeck), Kosobądz (Kotzbahn), Marysin (Marienhof), Miłobądz, Przstanek (Neu Pritten), Szczytniki (Groß Schönberg), Śródlesie (Antonienhof), Śmidzięcino (Schmidtenthin), Tęczyn, Węglin (Sabinenhof) und Wiercienko.